# Neurothemis terminata
Espèce
Répartition géographique
Statut de conservation UICN

 LC  : Préoccupation mineure
Neurothemis terminata est une espèce de libellules de la famille des Libellulidae. Cette espèce se reproduit sur les lacs, dans les marais et dans les champs de riz. Elle se trouve principalement dans des habitats artificiels et est absente de la forêt bien développée. L'espèce est présente aux États fédérés de Micronésie, à Guam, en Indonésie, au Japon, en Malaisie, à Palaos et aux Philippines.

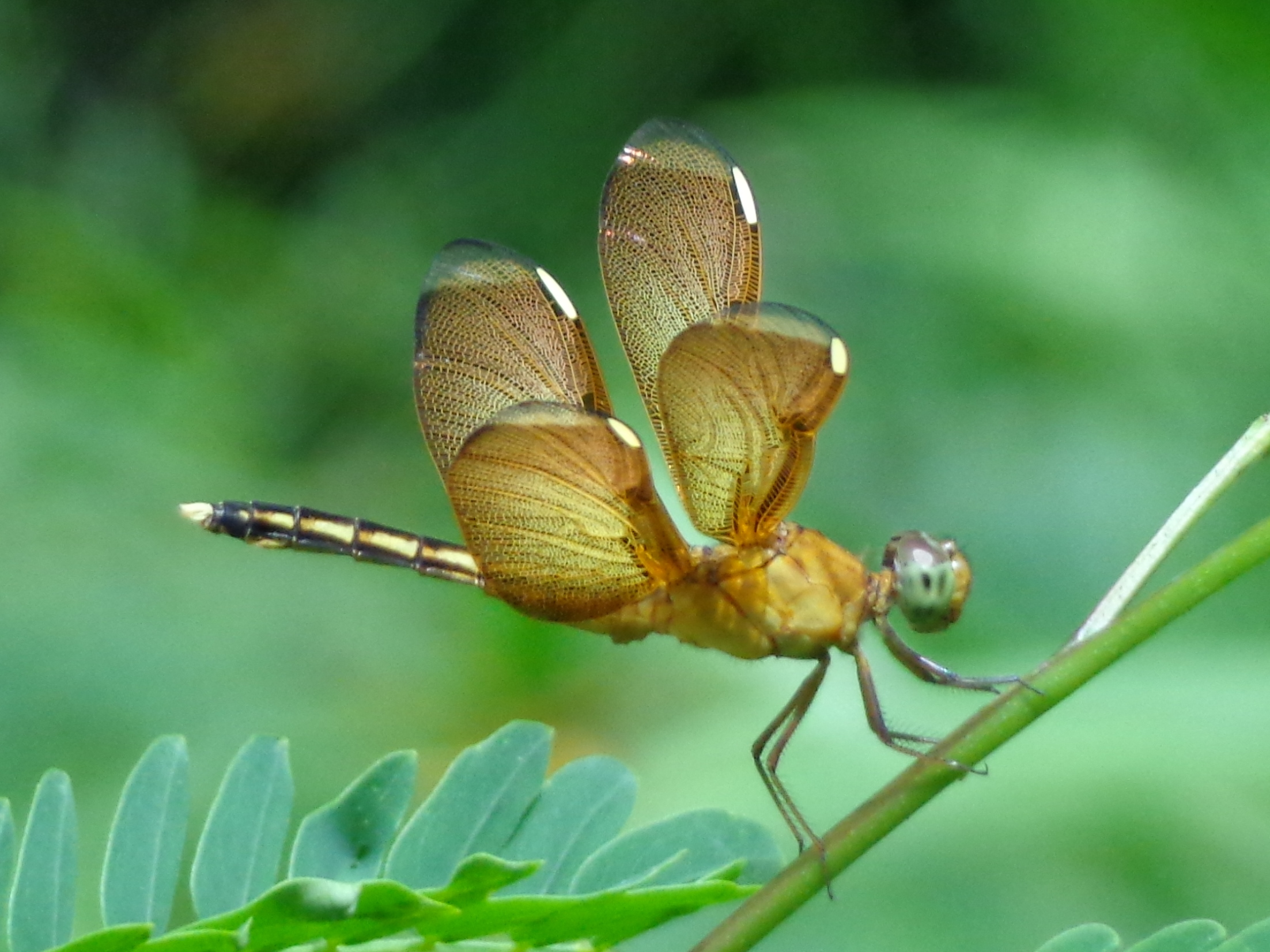
Neurothemis terminata femelle

## Synonymie
- Polyneura apicalis (Rambur, 1842)